# Cinnyris
Cinnyris là một chi chim trong họ Nectariniidae.

## Hình ảnh

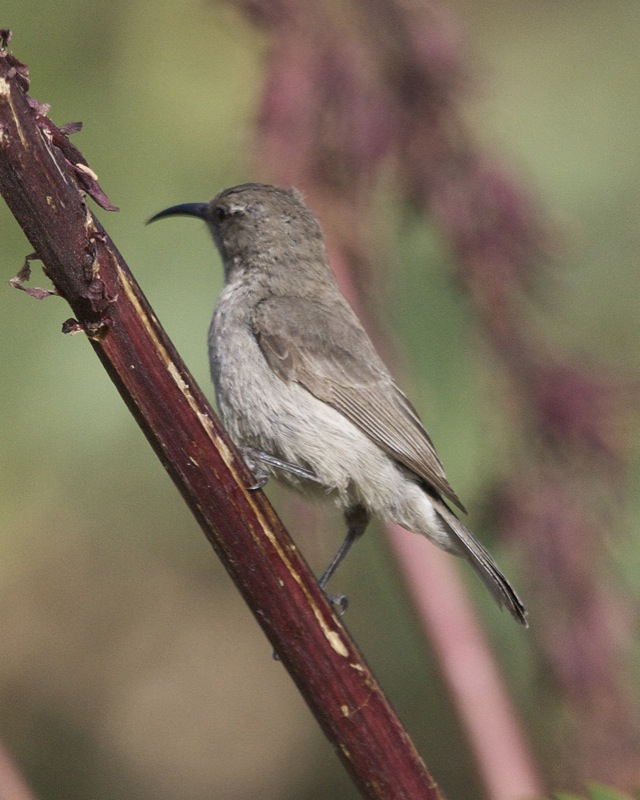
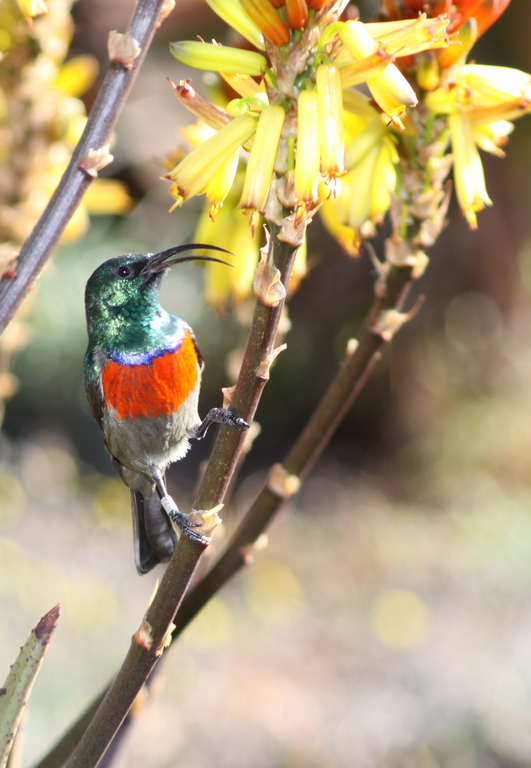
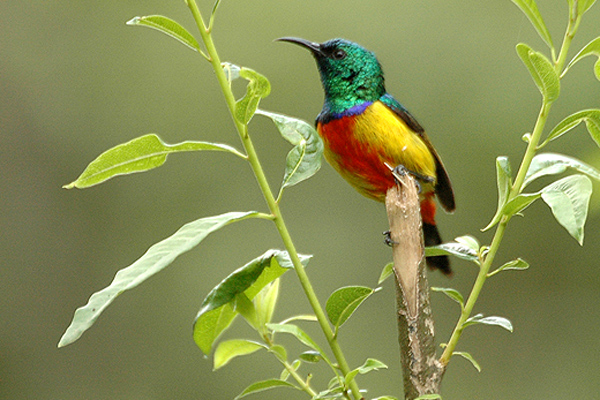
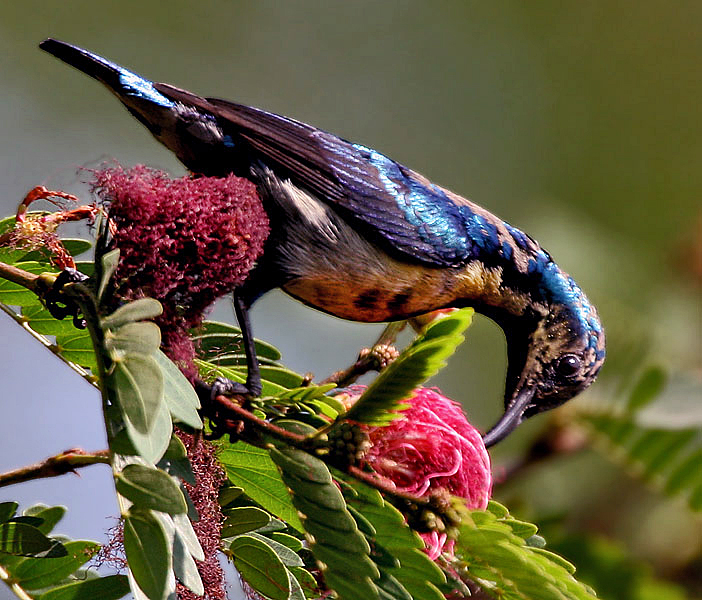
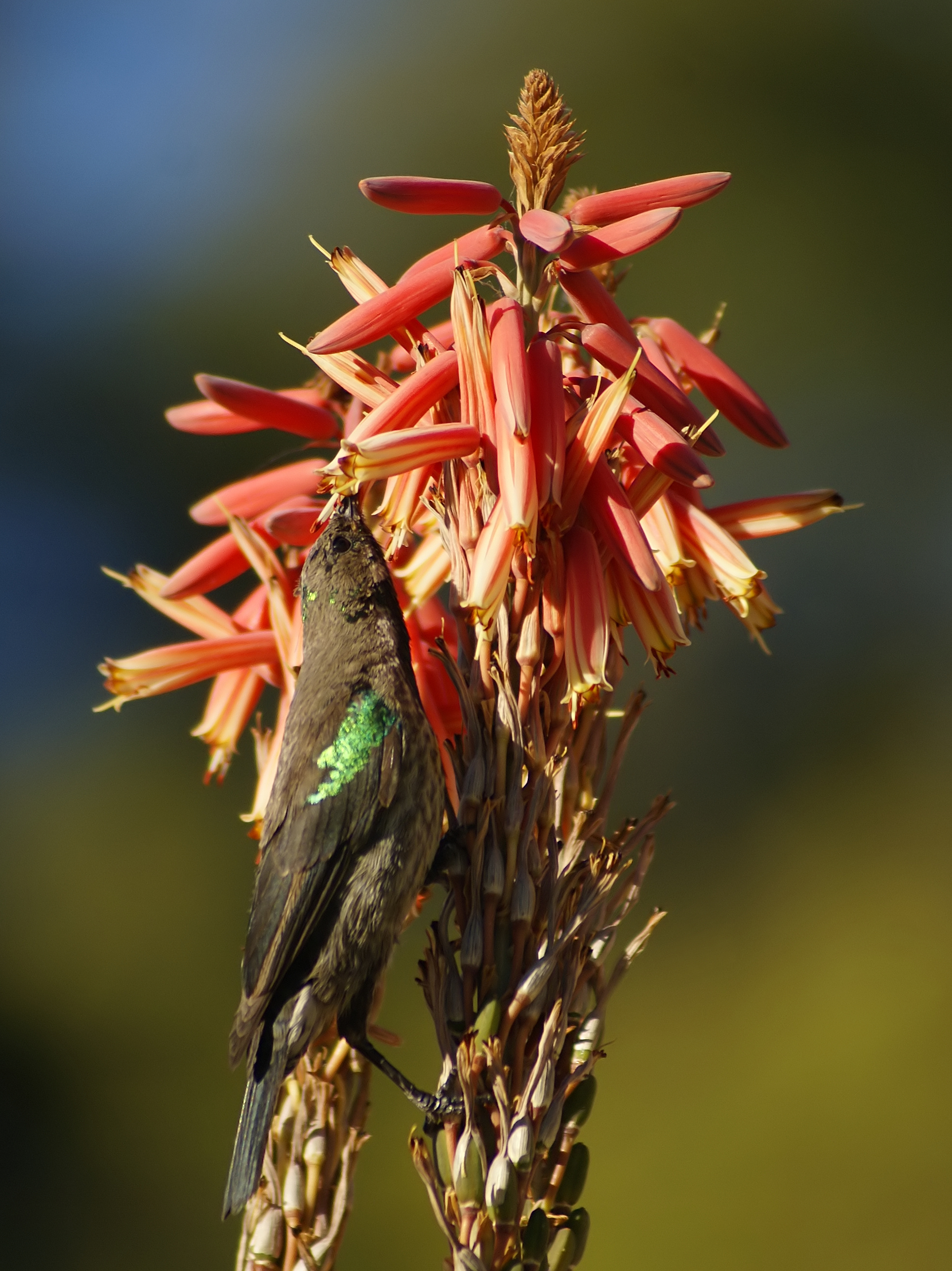
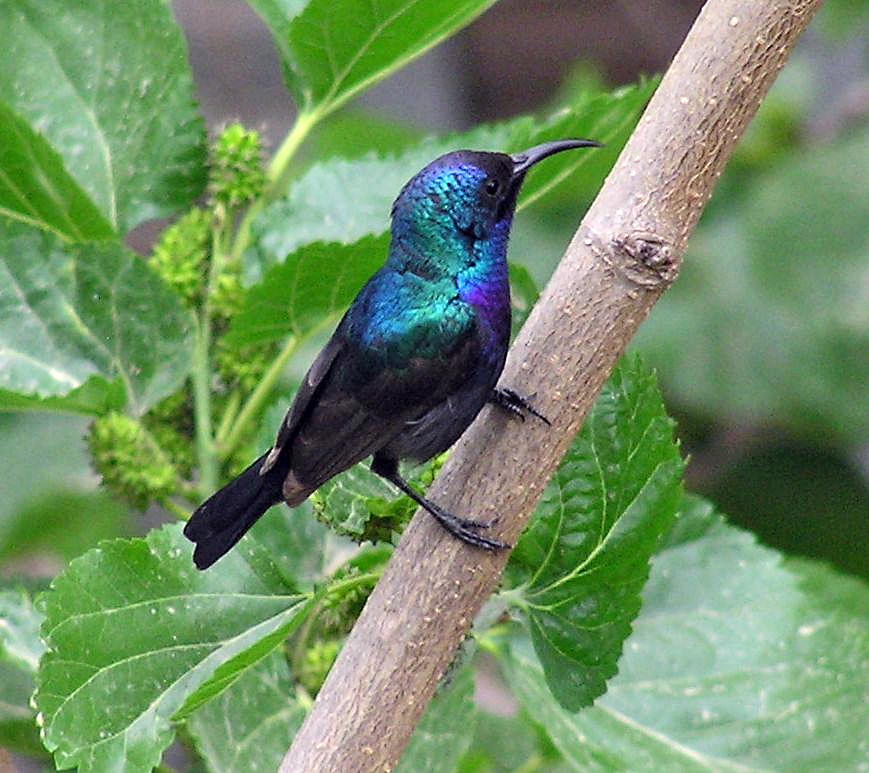